# Velika župa Bilogora
Velika župa Bilogora bila je jedna od 22 velike župe na prostoru NDH. Sjedište joj je bilo u Bjelovaru. Djelovala je od 11. kolovoza 1941.
Građansku upravu u župi vodio je veliki župan kao pouzdanik vlade kojega je imenovao poglavnik. Obuhvaćala je područje kotarskih oblasti:
- Bjelovar
- Čazma
- Garešnica
- Đurđevac
- Koprivnica
- Križevci
- Grubišno Polje (od 20. prosinca 1941.)

te gradove Bjelovar, Koprivnicu i Križevce. 